# Lanner (Cornovaglia)
Lanner (Lannergh in lingua cornica) è un villaggio e parrocchia civile dell'Inghilterra, appartenente alla contea della Cornovaglia.